# Wayne Hussey
Jerry Wayne Hussey (Bristol, 26 de mayo de 1958) es un músico inglés, conocido principalmente por ser el vocalista del grupo The Mission, además de guitarrista de The Sisters of Mercy.

## Biografía
Hussey creció en su ciudad natal de Bristol; su vocación musical fue influenciada desde muy joven por Marc Bolan y su banda T. Rex, que fueron sus inspiraciones para convertirse en guitarrista. Criado en la iglesia mormona, se rebeló contra los deseos de sus padres de que sirviera como misionero y se trasladó a Liverpool a finales de los años 1970 para unirse a la escena alrededor del Eric's Club, un famoso club nocturno de la época, integrando las bandas Ded Byrds y Walkie Talkies.
Comenzó a actuar, principalmente con Pauline Murray (posteriormente vocalista de la exitosa banda punk Penetration & The Invisible Girls), iniciando su carrera como compositor. El primer éxito de Hussey vino cuando se unió a Dead or Alive a petición del cantante Pete Burns. Después de la retirada de Burns para dedicarse más al estudio musical, Hussey decidió salir del grupo, y consiguió un puesto en la banda The Sisters of Mercy, sustituyendo a Ben Gunn y concentrándose en las guitarras de 6 y 12 cuerdas. Cuando Sisters of Mercy se disolvieron, Hussey y el bajista Craig Adams fundaron The Mission, contratando a Mick Brown en la batería y a Simon Hinkler en las guitarras.
Hussey ha producido y tocado en grabaciones para Mercury Records de All About Eve, y en la década de 1990 realizó algunos remixes para Cleopatra Records de Los Ángeles. También produjo, remezcló y apareció en algunos temas de la banda estadounidense Gossamer y otros grupos menores. Ha tocado en directo con artistas como Gary Numan y The Cure.
En 2009 grabó en solitario el álbum Bare, con la discográfica Sony Music.
Actualmente está radicado en Sao Paulo, Brasil, casado con una actriz brasileña, Cynthia.

## Discografía
| - 1982: It's Been Hours Now - 1982: The Stranger - 1983: Misty Circles - 1983: What I Want - 1983: I'd Do Anything (solo la canción Give It To Me) - 1984: Sophisticated Boom Boom | - 1986: God's Own Medicine - 1987: The First Chapter - 1988: Children - 1990: Carved in Sand - 1990: Grains of Sand - 1992: Masque - 1995: Neverland - 1996: Blue - 2001: Aura - 2001: Aural Delight EP - 2007: God is a bullet - 2010: Dum Dum Bullets - 2013: The Brightest Light - 2016: Another Fall From Grace | - 1985: First and Last and Always - 2009: Bare - 2014: Songs of Candlelight and Razorblades |